# Brána Indie

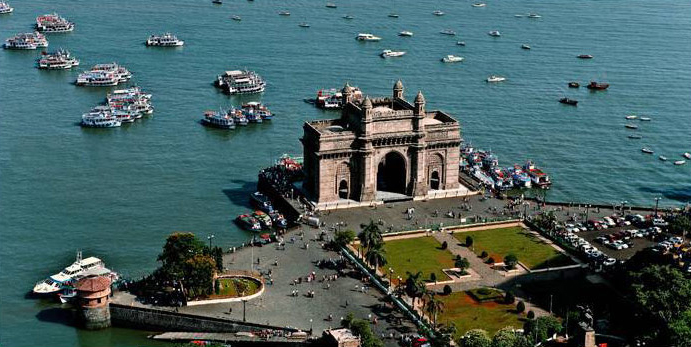
Letecký pohled na Bránu Indie

Brána Indie (anglicky Gateway of India, maráthsky भारताचे प्रवेशद्वार) je velká brána v jižní Bombaji na mořském břehu. Byla postavena v letech 1911 až 1924 ze žlutého čediče a železobetonu v indo-saracénském stylu. Její výška je 26 metrů. Je jedním ze symbolů města a jednou z hlavních turistických atrakcí Bombaje.
Brána Indie byla vybudována v upomínku návštěvy krále Spojeného království a indického císaře Jiřího V. a jeho manželky, královny Marie, v Britské Indii (Jiří V. byl jediný britský monarcha, který v době svého panování Britskou Indii navštívil). Stavební práce byly zahájeny roku 1915 a dokončeny roku 1924. 28. února 1948 opustily Indii slavnostně přes Bránu Indie poslední britské vojenské jednotky.
V roce 2019 vláda státu Maharáštra rozhodla o projektu renovace stavby.

## Galerie

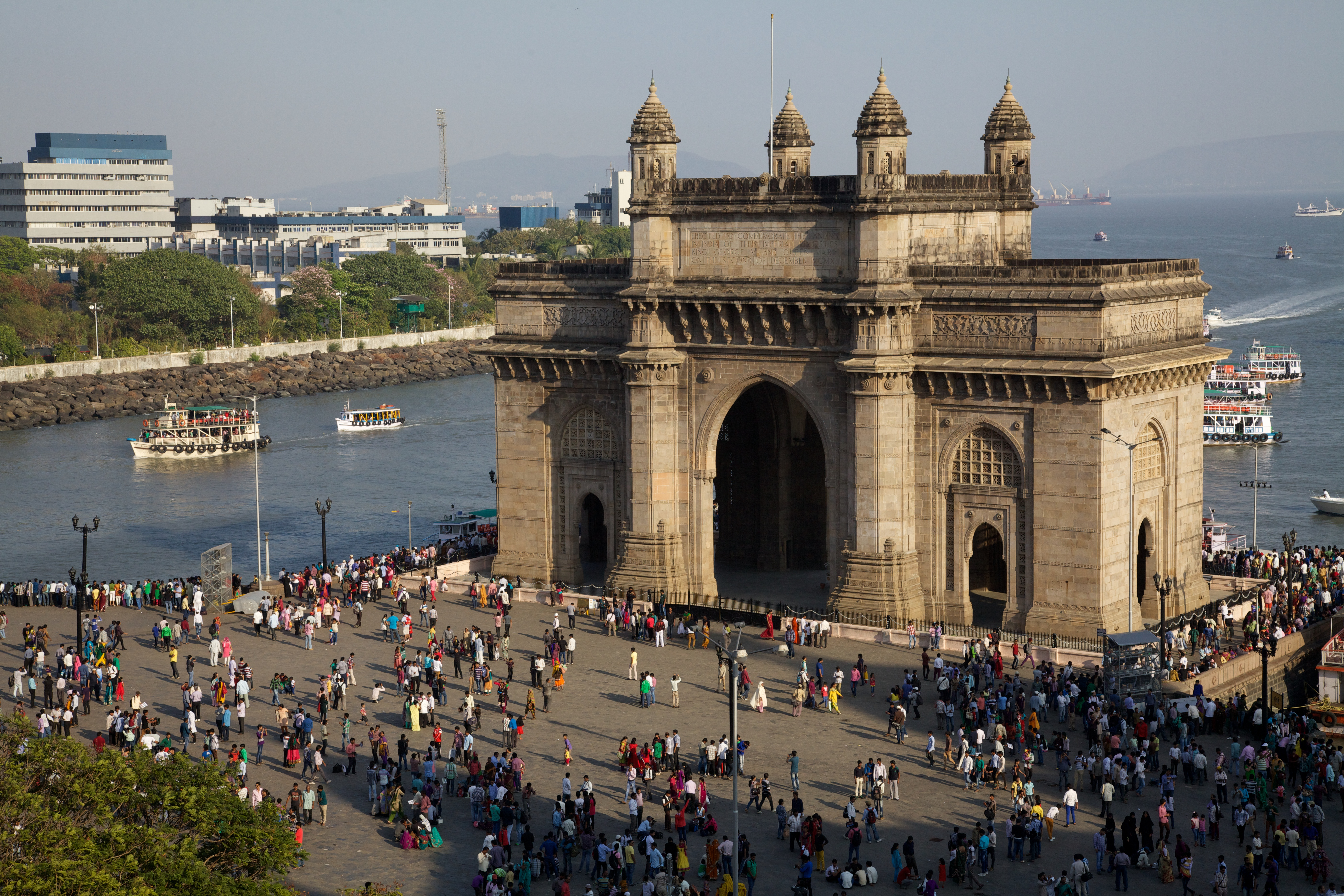
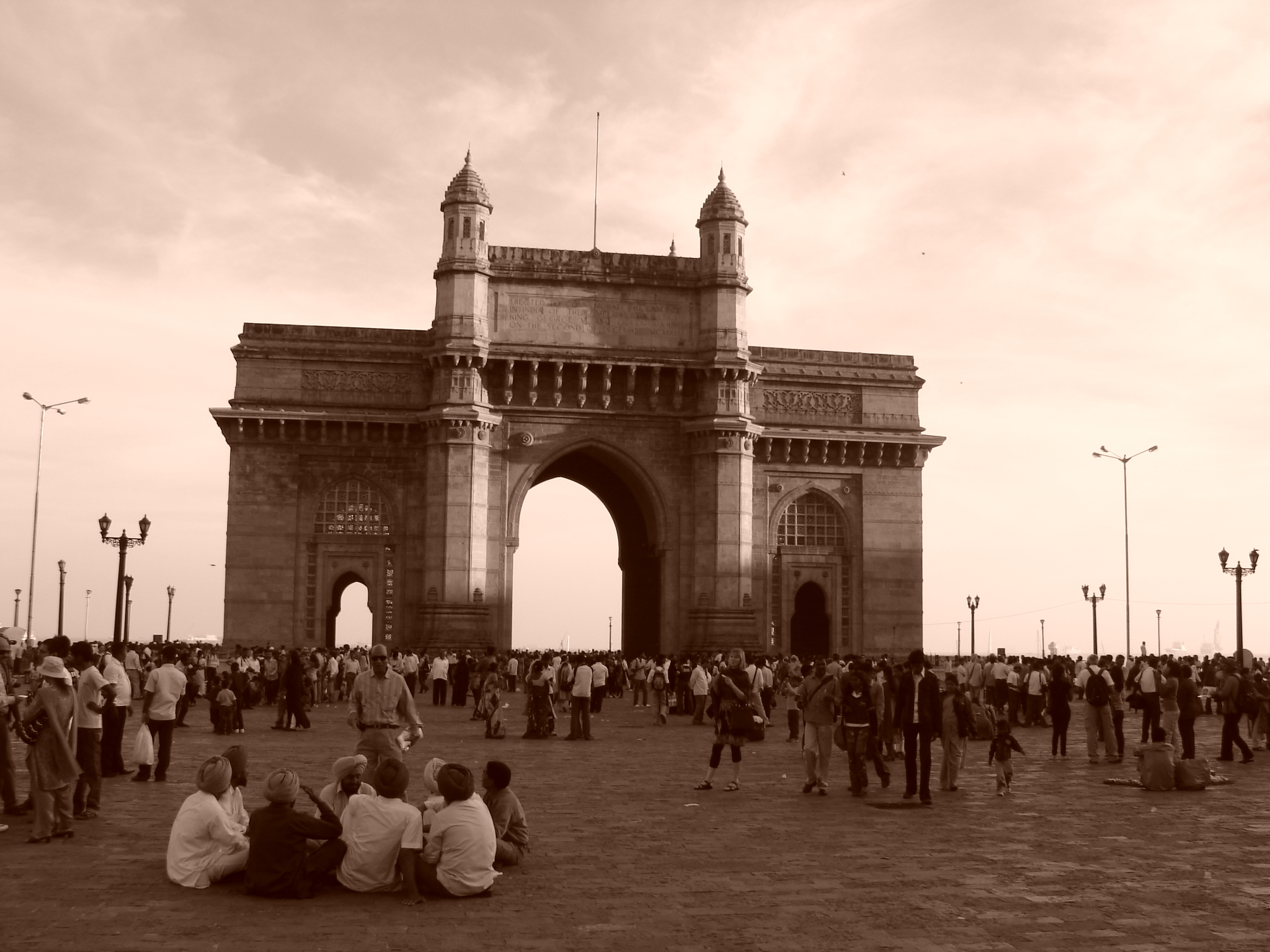
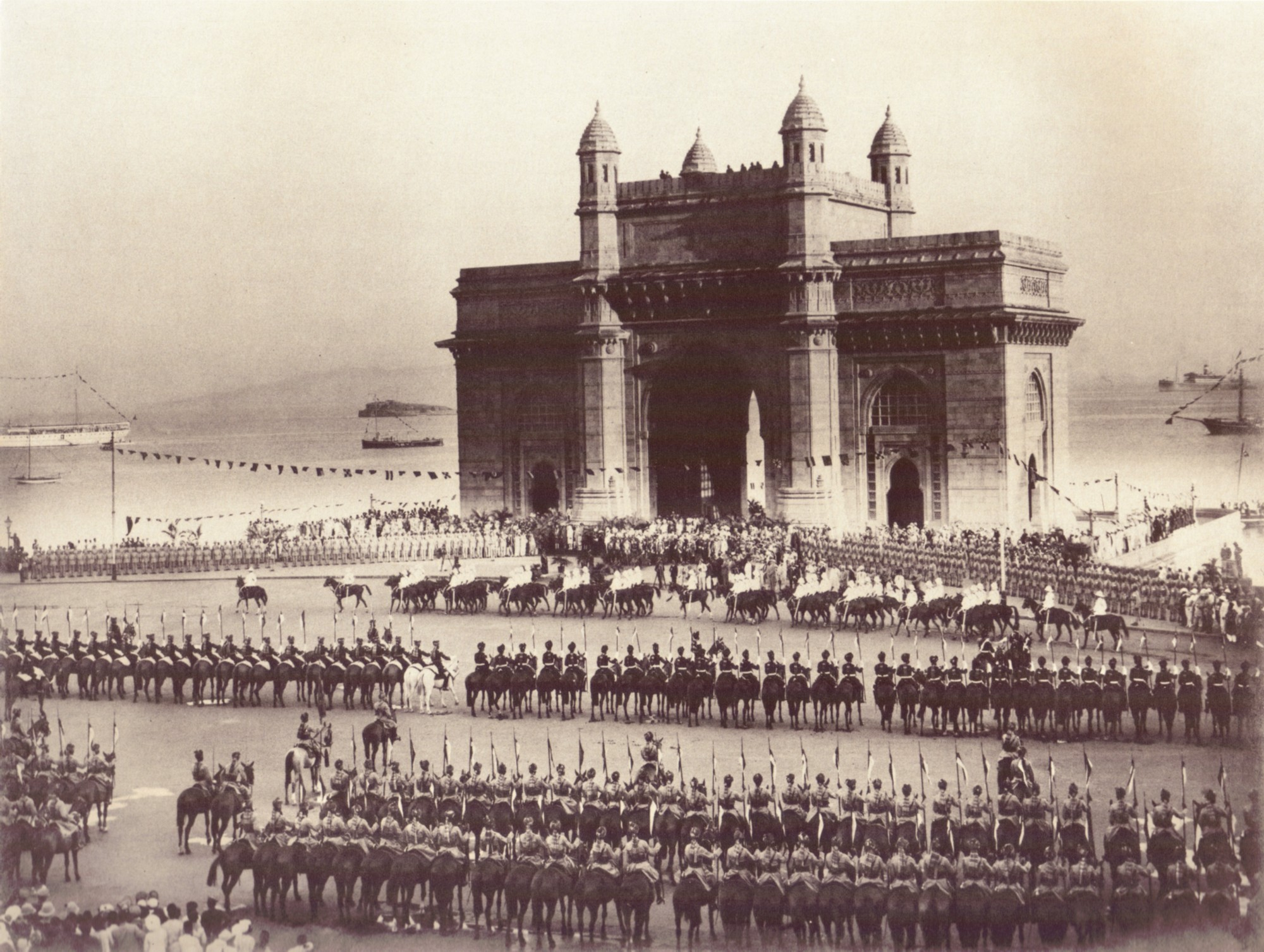
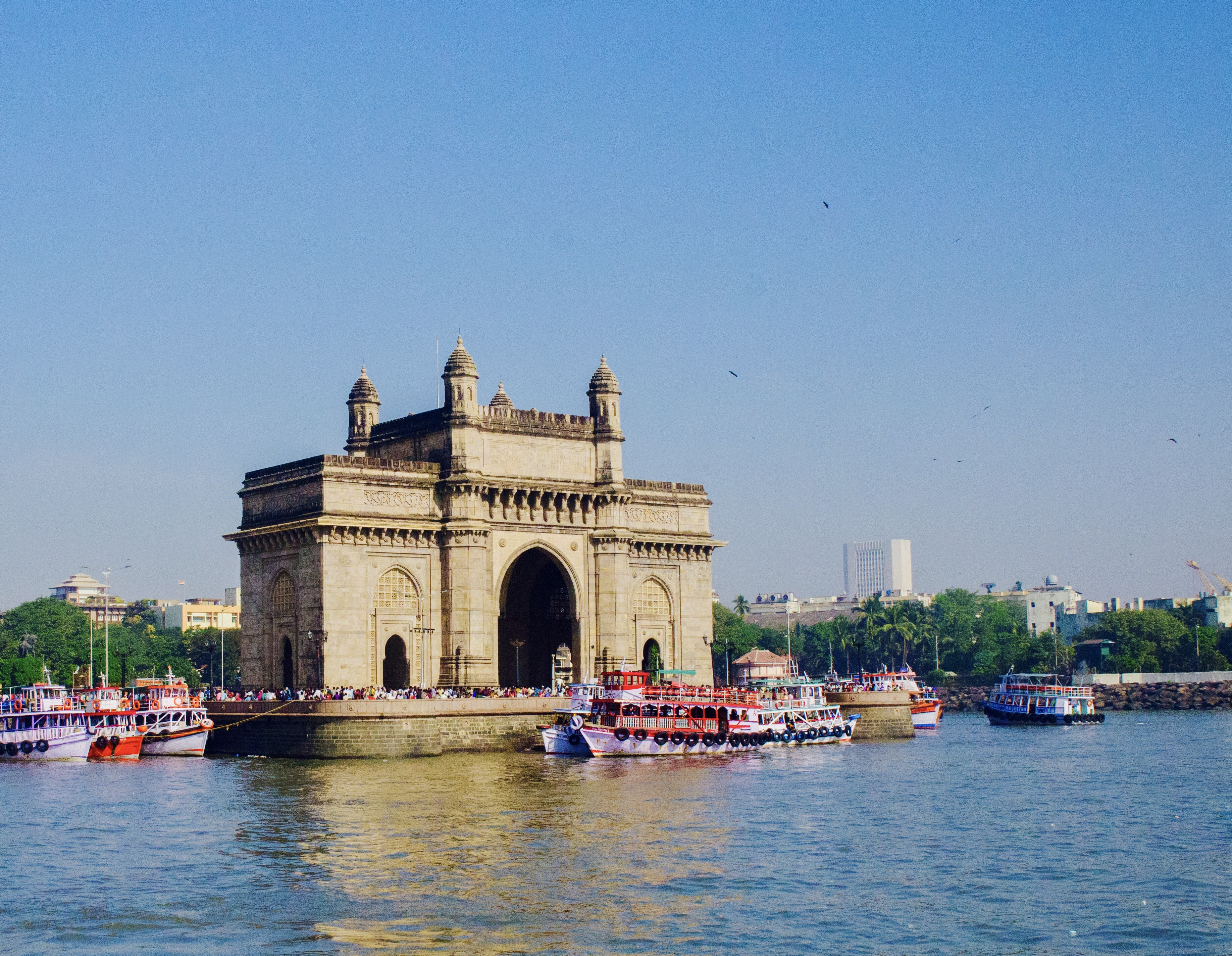